# デビル佐々木
デビル佐々木（－ささき）は、日本の元ラジオパーソナリティー、ローカルタレント。180cmの長身と長髪が特徴だった。北海道北見市出身。

## 経歴
1996年4月から『カーナビラジオ午後一番!』（HBCラジオ）の中継レポーターを務め、1998年からはナイターのオフシーズンの繋ぎ番組として、女性アシスタントのれんたろう（三国由香）と2人で『デビルのマジカルナイト』を不定期にやっていた。2002年からはHBCテレビの『アンカー!』にレポーターとして出演。2003年から翌年までHBCラジオの『ヨルカン』の月曜レギュラーとして「デビルのマジカルナイト」というコーナーを持っていた。
2007年4月に諸般の事情から『カーナビラジオ』を降板した。後継のレポーターとなったのは劇団イナダ組の川井"J"竜輔と大森俊治であり、大森はそのまま定着して2021年3月まで務め、北海道を代表するラジオパーソナリティとなった。
ラジオでは昼間は「にちわこん」、夜は「わんばんこ」を挨拶としていた。カーナビラジオでは「にちわこん」、マジカルナイトでは「わんばんこ」を使用していた。